# Pascal Demolon
Pascal Demolon (Soissons, 12 settembre 1964) è un attore, doppiatore, regista e produttore cinematografico francese.

## Biografia
Pascal Demolon è nato il 12 settembre 1964 a Soissons (Francia), è il primogenito di una famiglia di otto figli, il padre è stato agricoltore e zincatore, mentre la madre è stata una casalinga. Ha vissuto in una fattoria fino all'età di dodici anni, quando suo padre muore tragicamente. Dopo la morte di quest'ultimo ha abbandonato la sua casa natale per trasferirsi a Reims.

## Carriera
Pascal Demolon in seguito alla proiezione del film dei Les Charlots, Bonsissers de Hong Kong, durante il quale è rimasto affascinato dalle reazioni del pubblico, che ha deciso di diventare attore.
All'età di quattordici anni ha voltato le spalle alla scuola per andare a lavare i piatti al MJC André Malraux di Reims, quando Robert Hossein era il capo. Nonostante la riluttanza della sua famiglia e dopo anni di apertura al cinema Gaumont di Reims, ha preso lezioni di commedia all'Acting international de Paris. Soffrendo di una grande timidezza, ha frequentato le lezioni senza muoversi, guardando gli altri fino al giorno in cui uno dei suoi insegnanti gli ha concesso una settimana per entrare nei consigli o rischiare il licenziamento. Allenato da Robert Cordier, era in corso con Xavier Durringer che gli ha offerto di recitare nella sua commedia Bal Trap, insieme all'attore Vincent Cassel.
Da quel momento in poi ha iniziato a fare piccole apparizioni in film e telefilm. Anche se gira per grandi registi come Ken Loach che lo porta al Festival di Cannes per Terra e libertà (Land and Freedom) e Jan Kounen che gli fa girare in due dei suoi film Dobermann e Blueberry (Blueberry, l'expérience secrète), ha ottenuto solo piccoli ruoli, e per continuare a guadagnarsi da vivere con una moltitudine di lavori occasionali (rimozione di topi, cameriere, redattore di protocolli antidroga, controllore di biglietti, agente di abbonamenti per France Loisirs, venditore di Agnès B e cassiere di Franprix). Nel 1996 con l'ignoto Adios! di Nicolas Joffrin, in cui ha trovato il suo primo ruolo da protagonista.
Il successo è comunque in crescita in televisione, in registri molto vari: ha interpretato in particolare un legionario romano nella sesta stagione di Kaamelott e Gaetan Merks nella seconda stagione della serie poliziesca Braquo.
All'inizio degli anni 2010, ha continuato a recitare sul grande schermo: dopo essere apparso nella redditizia commedia All That Glitters (2010) e nel thriller Blind (2011), si è accampato soprattutto Cyril, un conduttore radiofonico di successo in Radiostars di Romain Lévy. Grazie ai suoi ruoli nella soap opera televisiva Rani (2011), alla sua interpretazione nel film Elle l'adore (2014) che ha confermato la sua notorietà in Fais pas ci, fais pas ça e Peplum.

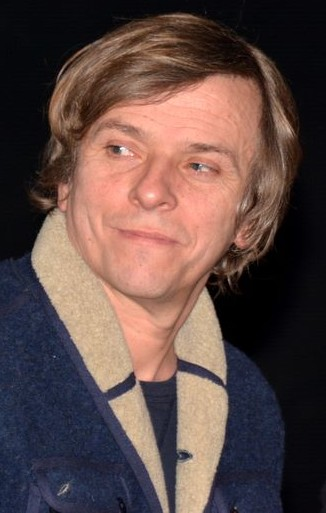
Pascal Demolon nel 2015.

Nel 2016 è stato in tournée al fianco dell'attrice Suzanne Clément nel film Le rire de ma mère diretto da Colombe Savignac e Pascal Ralite. L'anno successivo, nel 2017, è stato scelto per interpretare il ruolo del Commissario Dominique Ferracci nella miniserie La Mantide (La Mante), in cui ha recitato insieme agli attori Carole Bouquet e Fred Testot. Nel 2019 partecipa al doppiaggio del film d'animazione La famosa invasione degli orsi in Sicilia.

## Vita privata
Pascal Demolon ha avuto una figlia che si chiama Iliana nata dal suo primo matrimonio. Dopo il matrimonio ha lasciato Parigi per tornare a vivere nella sua regione natale con la sua compagna, vicino a Reims, dove si sono sposati.

## Filmografia

### Attore

#### Cinema
- Délits d'amour, regia di Valérie Franco (1990)
- Coup de jeune!, regia di Xavier Gélin (1993)
- Terra e libertà (Land and Freedom), regia di Ken Loach (1995)
- Adios!, regia di Nicolas Joffrin (1997)
- Dobermann, regia di Jan Kounen (1997)
- Un ange, regia di Miguel Courtois (2001)
- Le Pharmacien de garde, regia di Jean Veber (2003)
- Violenza estrema (Cette femme-là), regia di Guillaume Nicloux (2003)
- Blueberry (Blueberry, l'expérience secrète), regia di Jan Kounen (2004)
- Les Fragments d'Antonin, regia di Gabriel Le Bomin (2006)
- Ti amerò sempre (Il y a longtemps que je t'aime), regia di Philippe Claudel (2008)
- L'autre Dumas, regia di Safy Nebbou (2010)
- Tout ce qui brille, regia di Géraldine Nakache e Hervé Mimran (2010)
- À l'aveugle, regia di Xavier Palud (2012)
- Radiostars, regia di Romain Lévy (2012)
- Blanche-Nuit, regia di Fabrice Sebille (2013)
- Henri, regia di Yolande Moreau (2013)
- Parigi a tutti i costi (Paris à tout prix), regia di Reem Kherici (2013)
- Lulu femme nue, regia di Sólveig Anspach (2013)
- Nos héros sont morts ce soir de David Perrault (2013)
- Jamais le premier soir, regia di Mélissa Drigeard (2014)
- Divin Enfant, regia di Olivier Doran (2014)
- L'Ex de ma vie, regia di Dorothée Sebbagh (2014)
- Elle l'adore, regia di Jeanne Herry (2014)
- Tu veux ou tu veux pas, regia di Tonie Marshall (2014)
- Situation amoureuse: C'est compliqué, regia di Rodolphe Lauga e Manu Payet (2014)
- Sex, Love & Therapy (Tu veux... ou tu veux pas?), regia di Tonie Marshall (2014)
- Discount, regia di Louis-Julien Petit (2015)
- La resistenza dell'aria (La résistance de l'air), regia di Fred Grivois (2015)
- Five, regia di Igor Gotesman (2016)
- Tout pour être heureux, regia di Cyril Gelblat (2016)
- Ladre per caso (Mes trésors), regia di Pascal Bourdiaux (2017)
- Le rire de ma mère, regia di Colombe Savignac e Pascal Ralite (2017)
- La fête des mères, regia di Marie-Castille Mention-Schaar (2018)
- La Source, regia di Rodolphe Lauga (2019)
- Tambour battant, regia di François-Christophe Marzal (2019)
- Brutus vs César, regia di Kheiron (2020)
- Connectés, regia di Romuald Boulanger (2020)
- Haters, regia di Stéphane Marelli (2021)
- Hommes au bord de la crise de nerfs, regia di Audrey Dana (2022)
- Canailles, regia di Christophe Offenstein (2022)
- Toi non plus tu n'as rien vu, regia di Béatrice Pollet (2022)
- 38,5 quai des orfevres, regia di Benjamin Lehrer (2022)

#### Televisione
- Commissario Navarro (Navarro) – serie TV, episodi Comme des frères e La Foire aux sentiments (1991, 2003)
- The Hardy Boys – serie TV (1995)
- Avocats et Associés – serie TV (1998)
- Un homme en colère – serie TV (1999)
- La Crim' – serie TV (2001)
- Frank Riva – serie TV (2003-2004)
- Diane, uno sbirro in famiglia (Diane, femme flic) – serie TV (2004)
- Clara et associés – serie TV (2004)
- Franck Keller – serie TV (2004)
- Rose et Val – serie TV, episodio Duo d'enfer (2005)
- Alice Nevers, le juge est une femme – serie TV (2005)
- Il commissariato Saint Martin (P.J.) – serie TV (2005)
- Il commissario Maigret (Maigret) – serie TV (2005)
- Sœur Thérèse – serie TV (2006)
- La Volière aux enfants – serie TV (2006)
- David Nolande – serie TV, episodio L'Horloge du destin (2006)
- Il comandante Florent (Une femme d'honneur) – serie TV, episodio Violence conjugales (2006)
- L'Affaire Villemin – serie TV (2006)
- Alice Nevers - Professione giudice (Le juge est une femme) – serie TV (2006, 2008)
- Sulle tracce del crimine (Section de recherches) – serie TV, episodio Ante mortem (2007)
- Reporter – serie TV (2007)
- S.O.S. 18 – serie TV (2007)
- Une lu mière dans la nuit – serie TV (2007)
- Éternelle – serie TV (2007)
- Cellule identité – serie TV (2007)
- Monsieur Molina – serie TV (2007)
- Paris, enquêtes criminelles – serie TV (2007)
- Il commissario Moulin (Commissaire Moulin) – serie TV (2007)
- Julie Lescaut – serie TV (2008)
- Paris enquêtes criminelles – serie TV (2008)
- Pigalle, la nuit – miniserie TV (2009)
- Kaamelott, Livre VI – serie TV (2009)
- Adresse inconnue – serie TV (2009)
- Le Choix de Myriam, regia di Malik Chibane – film TV (2009)
- Les Petits Meurtres d'Agatha Christie – serie TV, episodio Les Meurtres ABC (2009)
- Profiling (Profilage) – serie TV (2010)
- La Maison des Rocheville – miniserie TV (2010)
- Goldman, regia di Christophe Blanc – film TV (2011)
- Rani – serie TV (2011)
- Braquo – serie TV (2011)
- L'ombre d'un flic, regia di David Delrieux – film TV (2011)
- E-Love, regia di Anne Villacèque – film TV (2011)
- Chez Victoire – serie TV (2013)
- Direction générale de la VDM – serie TV (2013)
- La source – serie TV (2013)
- Fais pas ci, fais pas ça – serie TV (2013-2016)
- Ma pire angoisse – serie TV (2014)
- Hero Corp – serie TV (2015)
- Peplum – miniserie TV (2015)
- Au nom du fils, regia di Olivier Péray – film TV (2015)
- Chez Victoire: Nouvelle Vie, regia di Vincenzo Marano – film TV (2015)
- La Mantide (La Mante) – miniserie TV, 6 episodi (2017)
- Au-delà des apparences – serie TV (2018)
- Itinéraire d'une maman braqueuse, regia di Alexandre Castagnetti – film TV (2019)
- D'un monde à l'autre, regia di Didier Bivel – film TV (2019)
- En thérapie – serie TV, episodio Camille (2021)
- Voltaire innamorato (Les Aventures du jeune Voltaire) – serie TV (2021)
- Le due facce della legge (Face à face) – serie TV (2021)
- Un alibi, regia di Orso Miret – film TV (2022)

#### Cortometraggi
- Zone bleue, regia di Catherine Morlat (1993)
- La vie parisienne, regia di Hélène Angel (1995)
- Forte tête, regia di Olivier Megaton (1996)
- No happy end, regia di Olivier Megaton (1998)
- Clara qui êtes aux cieux, regia di Pascal Demolon e Jean-François Hirsch (1999)
- Sang blanc, regia di Emmanuel Rigaut (2001)
- Voisin voisin, regia di Timothée Augendre e Geoffroy Degouy (2011)
- La 3ème Voie, regia di Jean-Michel Tari (2011)
- Requista, regia di Julien Izard (2011)
- Les Chiens Verts, regia di Colas Rifkiss e Mathias Rifkiss (2012)
- Pourquoi je fais ça?, regia di Olivier Rosemberg (2012)
- Faim de vie, regia di Jessica-Salomé Grunwald (2013)
- Baby Phone, regia di Olivier Casas (2014)
- J'aurais pas dû mettre mes Clarks, regia di Marie Caldera (2014)
- Joséphine Arthus, regia di Zoé Gabillet (2014)
- Son seul, regia di Nina Maini (2015)
- Le flan, regia di Odile d'Oultremont (2015)
- La voix du père, regia di Colas Rifkiss e Mathias Rifkiss (2015)
- Madame Hilton, regia di Jonathan Chiche (2021)

### Doppiatore

#### Cinema
- Asterix e il regno degli dei (Astérix: Le Domaine des dieux), regia di Alexandre Astier (2013)
- La famosa invasione degli orsi in Sicilia (La Fameuse Invasion des ours en Sicile), regia di Lorenzo Mattotti (2017)

### Regista

#### Cortometraggi
- Clara qui êtes aux cieux, regia di Pascal Demolon e Jean-François Hirsch (1999)

### Produttore

#### Cortometraggi
- Clara qui êtes aux cieux, regia di Pascal Demolon e Jean-François Hirsch (1999)

## Teatro
- Bal Trap di Xavier Durringer (1991)
- Je vous écoute di Bénabar, diretto da Isabelle Nanty (2016)
- Les Discours dans une vie di Laurent Chalumeau, diretto da Jérémie Lippmann (2017)
- La Guerre des Rose di Warren Adler, diretto da Grégory Barco (2019)
- Boire, fumer et conduire vite, diretto da Philippe Lellouche (2022)

## Doppiatori italiani
Nelle versioni in italiano dei suoi film e delle sue serie TV, Pascal Demolon è stato doppiato da:
- Davide Marzi[17] in Blueberry[18]
- Angelo Maggi[19] ne La Mantide[20]
- Enrico Di Troia[21] ne Le due facce della legge[22]

Da doppiatore è sostituito da:
- Achille D'Aniello in Asterix e il regno degli dei
- Corrado Invernizzi in La famosa invasione degli orsi in Sicilia